# Friedrich Theodor von Merckel
Friedrich Theodor Merckel, auch Merkel, ab 1828 von Merckel (* 4. November 1775 in Breslau, Fürstentum Breslau; † 10. April 1846 ebenda) war königlich preußischer Oberpräsident der Provinz Schlesien.

## Herkunft
Der Onkel des Schriftstellers Wilhelm von Merckel (1803–1861) entstammte einer thüringischen Familie, deren direkte Stammreihe Ende des 14. Jahrhunderts mit Matthes Merkir (Merker) († 1405–1408), Ratsherr zu Schmalkalden, begann. Seine Eltern waren der Kaufmann Esaias Christoph Merckel (* 10. Juni 1740; † 2. November 1804) und dessen Ehefrau Helene Wilhelmine Kretschmer (* 19. Mai 1750; † 16. Oktober 1790).

## Leben
Nach einem Studium der Rechts- und Staatswissenschaften und Promotion in Halle (Saale) übernahm er die Justizverwaltung der gräflich von Althann’schen Fideikommissgüter, wurde 1798 Justizkommissar und Notar, 1799 Assessor in Breslau und im Jahr 1800 Hof- und Kriminalrat.
Von 1804 bis 1808 war er Mitglied der Breslauer Kriegs- und Domänenkammer, von 1808/09 bis 1813 Regierungsvizepräsident der Provinz Schlesien. In den Jahren 1816 bis 1820 sowie 1825 bis 1845 war er königlich preußischer Oberpräsident in Schlesien. In den Zwischenjahren 1820 bis 1825 zog er sich als Privatier auf sein erst damals erworbenes Gut Ober-Thomaswaldau, Landkreis Bunzlau, zurück und betrieb Studien der Philosophie und Geschichte. Krankheitsbedingt wurde er am 16. Mai 1845 von seinem Amt als Oberpräsident Schlesiens entbunden und durch den glücklosen Wilhelm von Wedell ersetzt.
Merckel wurde am 10. April 1828 in Berlin in den preußischen Adelsstand erhoben, worauf am 11. September seine Ernennung zum Wirklichen Geheimrath mit dem Prädicate Excellenz erfolgte.
Otto Linke (1846–1930) charakterisiert Merckel in der Monographie, die er diesem 1907 widmete, wie folgt:
„[…] erfüllt von der Liebe zur Wahrheit, ein Verächter jeder leeren Phrase und Heuchelei, ließ er sich bei seinen Studien auf der Hallenser Hochschule nicht irre machen durch die Träume vom Weltbürgertum und durch die Philosophen, die auch damals schon den Völkern zutrauten, sie würden sich gelehrig vom Katheder herab beglücken lassen. Ihm erhellte den rechten Weg die Fackel der Vernunft, mit der, wie Treitschke sagt, Friedrich der Große in die Welt staubiger Vorurteile geleuchtet hatte.“

## Familie
Merckel heiratete am 21. Mai 1801 in Breslau Caroline Willers (* 11. Oktober 1777; † 23. Februar 1835). Das Paar hatte mehrere Kinder:
- Friedrich Theodor (* 23. Oktober 1802; † 23. September 1875), Regierungsrat ⚭ Johanna Marie Luise von Mühler (* 24. November 1808; † 20. Dezember 1855)
- Hermann Gustav (* 23. März 1804; † 9. April 1844) ⚭ 1837 Minona Kornelia Johanna Sack (* 2. Juli 1812; † 11. August 1866)
- Felix Ottomar (* 7. August 1810; † 27. Juni 1866), Oberregierungsrat ⚭ 1845 Minona Kornelia Johanna Sack (* 2. Juli 1812; † 11. August 1866)